# 劉學周 (萬曆進士)
劉學周（16世紀—1607年），字翊成（一字翊宸），號郁寰，湖廣武昌府武昌縣人，明朝政治人物。

## 生平
十二月二十九日生，治诗经。萬曆十六年（1588年）戊子科湖廣鄉試第十五名舉人，二十三年（1595年）成乙未科會試第198名，三甲233名進士，吏部觀政，二十五年二月獲授直隶江阴县知县，二十八年因父亲去世回家守制。起复补南陵县，後调繁江陵县，两县百姓争夺他来任职，又因为母亲去世归乡。三十四年復补宣城县，次年去世后入祀乡贤祠。

## 家族
曾祖刘材，寿官。祖父刘建功，监生。父劉养和，禮部儒士。母胡氏。具庆下。娶张氏。子惺、忱、憺。

## 引用
1. 1 2  同治《武昌縣志·卷之九·人物志》：刘学周字翊成，号都寰，早成进士，优于吏治。初令江陵，有异声，未几以外艰归。起复补南陵，异声尤著。寻调繁江阴，士民幸其来，就迎者数千，南陵筑城不令其进，以至拥刃相争，事闻于朝，旨甫下又以内艰归里。复补宣城，所治之邑，感而祀之，至今腾誉不替。子孙读其书，为名下士。崇祀乡贤。
2. ↑  《武昌縣志·卷之八·選舉志》：劉學周萬曆戊子科，見進士
3. ↑  《萬曆乙未科進士同年序齿録》